# Garda
Garda (francosko garde) je elitna vojaška enota/formacija, ki je zadolžena za varovanje najpomembnejših državnih osebnosti (predsednik države, predsednik vlade, minister za obrambo, načelnik generalštaba) in pomembnejših državnih stavb.

## Zgodovina
Garda se je pojavila v starem veku kot posebno izbrana, stalna telesna straža vojskovodij in državnikov. Najbolj znana iz tega časa je rimska pretorijanska garda.
V času druge svetovne vojne so v Sovjetski zvezi podeljevali nazive »gardni/gardna« tistim vojaškim enotam in vojaškim formacijam, ki so se posebej izkazale v bojih.
Morda je najbolj znana garda, ki se je ohranila v Evropi, švicarska garda, ki opravlja protokolarne naloge v Vatikanu in je nekakšna osebna straža Papeža.

## Slovenija
Slovenija trenutno nima posebne, stalne gardne enote, saj je po razpustitvi 12. gardnega bataljona protokolarne naloge prevzela protokolarna enota SV, ki se menja na šest mesecev.